# Fridtjof Nansen
Fridtjof Nansen (10. října 1861, Store Frøen, Vestre Aker – 13. května 1930, Lysaker) byl norský polárník, vědec a diplomat. V roce 1888 byl vedoucím výpravy, která poprvé přešla Grónsko z východu na západ. O pět let později se rozhodl prokázat prakticky svoji teorii, podle které se pobřežní ledy Arktidy přesouvají ze Sibiře ke Grónsku přes oblast Severního pólu. Se svou expedicí nedošel až na pól, ale dokázal přežít v náročných podmínkách arktickou zimu a přinesl řadu poznatků pro pozdější vědeckou činnost. Překonal při tom dosavadní nejsevernější bod dosažený člověkem. V roce 1922 mu byla udělena Nobelova cena míru za jeho velké mezinárodní úsilí o uprchlíky po první světové válce.

## Život

### Mládí a studia
Narodil se na farmě Store Frøen ve Vestre Aker nedaleko Christianie (Oslo). Jeho otec byl právník, matka pocházela ze šlechtické rodiny. Fridtjof Nansen nepocházel z rodiny, která žila v chudých poměrech. Díky tomu se v dětství mohl věnovat svým četným zájmům včetně sportu. Byl vychováván k disciplíně a k úctě k lidské práci. Přestože rodina byla poměrně zámožná, vedli Nansenovi zcela prostý život.
Fridtjof Nansen měl od raného dětství v oblibě lyžování a delší pobyty v divočině, kde se učil umění přežít. Byl pravnukem Dána Hanse Nansena, který celý život cestoval po severních mořích a sibiřském pobřeží a toužil se mu vyrovnat. V osmnácti letech získal prvenství a světový rekord v bruslařském závodu na jednu míli. V následujícím roce získal první místo v národní soutěži v běhu na lyžích, tento úspěch pak ještě jedenáctkrát za sebou zopakoval. Díky svým sportovním aktivitám získal fyzickou odolnost a vytrvalost, kterou pak mohl uplatnit na svých expedicích.
Měl rád matematiku a fyziku, ale rozhodl se pro studium zoologie na místní univerzitě, aby mohl trávit více času v přírodě. Fridtjof Nansen postupně rozšířil svůj zájem i na další vědní obory, např. oceánografii, astronomii a další obory. Od mládí snil o polárních výzkumech a připravoval se na ně především vědeckým studiem a pravidelným tělesným cvičením.

### Polárník a vědec

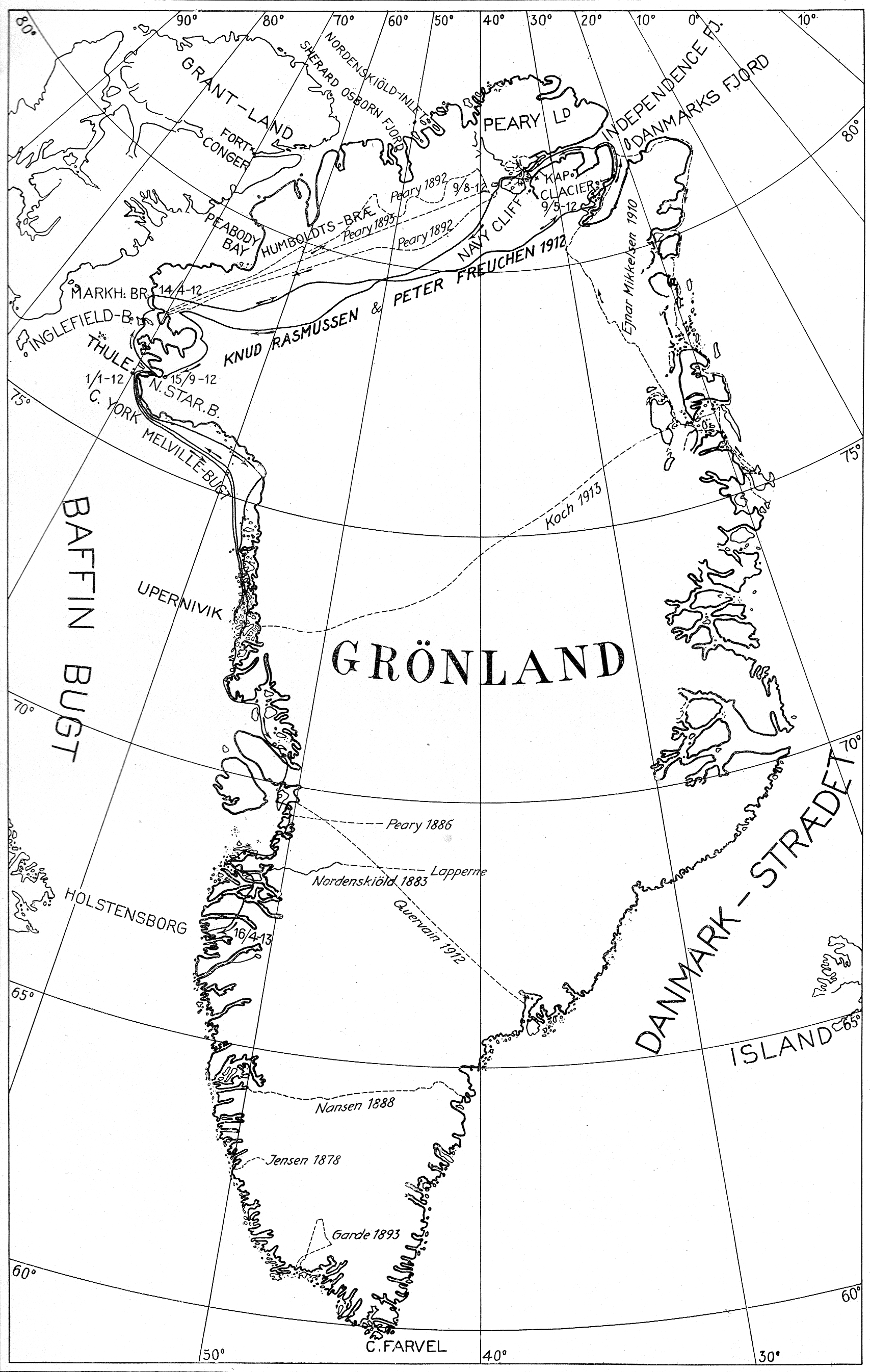
Různé přechody Grónska do roku 1913.

Od roku 1882 pracoval jako laborant v Přírodovědeckém muzeu v Bergenu, kde napsal svou diplomovou práci, která byla důležitým příspěvkem k počátkům neurovědy. V roce 1888 získal doktorát ze zoologie.
Polární „kariéra“ tohoto muže začala v létě roku 1882, kdy se dal jako jedenadvacetiletý najmout s lovci tuleňů na loď Viking, lovící mezi Špicberky a Grónskem, aby se seznámil s tamními ledovými podmínkami.
O něco později ho zaujal Nordenskjöldův pokus projít napříč Grónskem a usmyslil si, že sám zdolá nekonečnou pustinu ledového příkrovu ostrova na lyžích. Přestože ho mnozí znalci varovali před dobrodružným podnikem, získal nakonec finanční prostředky z Dánska a Norska a pečlivě výpravu naplánoval a zajistil.
V květnu 1888 vyrazil spolu s dalšími třemi Nory (jedním byl Otto Sverdrup) a dvěma Sámy z východního pobřeží a během 40 dní zdolali na 650 km cesty k západnímu pobřeží podél 64. rovnoběžky. Čelili sněhovým bouřím a celé týdny vlekli nákladní sáně při teplotě až −50 °C terénem, který místy dosahoval až do výše 2700 metrů. Museli přezimovat mezi Eskymáky a do vlasti se vrátili teprve v roce 1889.
Nansen přivezl výsledky četných meteorologických měření a oproti dosavadním názorům prokázal, že celé grónské vnitrozemí pokrývá ledový příkrov.

#### Expedice k severnímu pólu
Vzápětí po návratu z Grónska začal neúnavný Nor plánovat další, mnohem odvážnější výpravu. Tentokrát hodlal dospět k severnímu pólu nebo se mu co nejblíže přiblížit na speciální lodi, kterou by (i zamrzlou v ledu) unášel mořský proud směřující podle některých zjištění od východosibiřského pobřeží přes centrální Arktidu k východnímu Grónsku – tedy „využít pohybu ledových ker jako dopravního prostředku“.
Roku 1890 se obrátil se svou myšlenkou na Norskou zeměpisnou společnost, ale plán měl mnoho odpůrců, kteří pochybovali, zda je nějaká loď s to vydržet tak dlouho v ledovém krunýři. S „nejdobrodružnějším programem, jaký byl kdy předložen Královské zeměpisné společnosti“, neuspěl ani o dva roky později v Londýně. Nakonec poskytla většinu potřebných prostředků norská vláda a sněm a zbytek „sponzoři“ v čele s králem Oskarem II.
Zakrátko byla na objednávku u stavitele lodí Colina Archera zkonstruována speciální čtyřsettunová loď Fram (Vpřed) s vyztuženým oblým trupem, jehož tvar zaručoval, že ji strašlivý tlak ker nerozdrtí, nýbrž pozvedne na led.

Nansenova expedice Fram 1893–1896
červená: plavba lodi Fram podél severosibiřského pobřeží a otočení na sever (červenec–září 1893)
modrá: driftování lodi Fram v ledu až na Špicberky (září 1893–srpen 1896)
zelená: postup Nansena a Johansena na sever a následný návrat do Země Františka Josefa (březen 1895–červen 1896)
fialová: návrat Nansena a Johansena (srpen 1896)
žlutá: návrat lodi Fram (srpen 1896)

Dne 24. června 1893 opustila loď Fram s Nansenem na palubě Kristianii a zamířila do Arktidy. Fram proplula severovýchodní cestou podél Sibiře otevřenou výpravou Adolfa Nordenskjölda. V září v oblasti Novosibiřských ostrovů zamrzla v mořském ledu a nechala se jím unášet driftem plánovaným směrem k severnímu pólu. Protože ze zjištěného směru pohybu bylo zřejmé, že loď severní pól mine, chtěl se Nansen pokusit na pól dostat pomocí saní. Po přípravách vyrazil v březnu 1895 k pólu spolu s Hjalmarem Johansenem a saněmi s psím spřežením naloženými kajaky a potravinami na sto dní. V extrémně náročném terénu se dostali na do té doby nejseverněji člověkem dosažené místo, kde Nansen naměřil 86°13'6” severní šířky. Odtud se vypravili na jih a za pomoci kajaků do Země Františka Josefa, kde přezimovali a v červnu 1896 se zde Nansen náhodně setkal s  britskou expedicí vedenou Frederickem Jacksonem. S ním se pak lodí Windward vrátili do Norska, zatímco loď Fram tam doplula ze Špicberků, kam ji dle dle očekávání dopravil drift mořského ledu. Následovala triumfální cesta podél celého pobřeží až do Osla, kam dorazili 9. září. Nansen a Johansen byli oslavováni jako národní hrdinové, všude je vítaly davy obdivovatelů.
K severnímu pólu se přiblížili asi na 400 kilometrů. Jejich poznatky získané při driftování lodi Fram vytvořily základnu pro činnost pozdějších polárních badatelů.
Od té doby byl Nansen v Norsku velice uznáván. Loď Fram Nansen později svěřil Roaldu Amundsenovi k jeho expedici na jižní pól. Nansen uspořádal ještě několik menších plaveb nebo výprav do nebezpečných terénů a vždy je zdolal. O své cestě z Jeniseje do Krasnojarsku v roce 1913 napsal knihu Přes Sibiř.

#### Zoolog
Nansen byl profesorem zoologie od roku 1897 do roku 1908 a oceánografie od roku 1908 do roku 1930 na Royal Frederick University (později známé jako Universita v Oslu). Jeho vědecká činnost v oboru zoologie mu nepřinesla mnoho možností pro pobyt v přírodě, naopak, většinu času strávil u mikroskopu v laboratoři. V zoologii se věnoval převážně studiu centrálního nervového systému a v oceánografii studiu nižších mořských živočichů. Výsledky jeho vědecké činnosti se ve své době u části akademické obce setkaly se skepticismem, dnes jsou výsledky jeho výzkumů považovány za klasiku.

### Osobní život a smrt
V září 1889 se oženil s norskou mezzosopranistkou Evou Sarsovou, která zemřela v roce 1907. Měli spolu pět dětí včetně významného architekta Odda Nansena. V roce 1919 se Nansen znovu oženil. Od roku 1901 bydlela Nasenova rodina v domě Polhøgda ve čtvrti Lysaker v obci Baerum.
Nansen zemřel na infarkt ve věku 68 let 13. května 1930. Jeho pohřeb se stal národní událostí. Urna byla uložena na zahradě v jeho domě Polhøgda v Bærumu. V domě je dnes muzeum a kanceláře a knihovny Institutu Fridtjofa Nansena.

## Diplomatická a humanitární činnost
Někdy poněkud opomíjenou, avšak neméně významnou součástí Nansenova života je jeho politická, diplomatická a humanitární činnost. Využil své světové slávy a přednáškových cest do zahraničí, aby přispěl autoritou své osobnosti k řešení problémů, které lidstvo prožívalo během 1. třetiny 20. století:
- Podporoval osamostatnění Norska ze závislosti na Švédsku, ke kterému došlo v roce 1905
- V letech 1906–1908 byl ambasadorem Norska v Londýně
- Od počátku se angažoval ve Společnosti národů (Norsko bylo ve válce neutrální)
- Po první světové válce usiloval o rychlý návrat válečných zajatců z Ruska do vlasti
- Snažil se o zlepšení situace obyvatel během hladomoru v Rusku
- V roce 1921 byl Společenstvím národů jmenován Vysokým komisařem pro uprchlíky. Pro uprchlíky bez dokumentace vytvořil tzv. Nansenův pas, čímž umožnil mnoha lidem dostat se do bezpečí.[10] Mezi známé osobnosti, kterým se podařilo dostat z Ruska, patří např. Marc Chagall, Igor Stravinskij a Anna Pavlovová. V této činnosti pokračoval Nansenův mezinárodní úřad pro uprchlíky, který vznikl po jeho smrti v roce 1930

- Během Řecko-turecké války Nansen podporoval ideu vzájemné výměny obyvatelstva, která byla nakonec uskutečněna
- Po roce 1925 věnoval mnoho úsilí na zlepšení situace Arménů po Arménské genocidě
- V roce 1926 byl signatářem Úmluvy o otroctví Společnosti národů
- Zasadil se o přijetí Německa do Společnosti národů v roce 1926

Nansen za svou činnost v roce 1922 obdržel Nobelovu cenu za mír.
Je po něm pojmenován měsíční kráter Nansen.